# Edward Butler (chính khách New Hampshire)
Edward Butler là thành viên Dân chủ của Hạ viện New Hampshire, đại diện cho Quận Carroll 7 (Albany, Bartlett, Chatham, Conway, Eaton, Freedom, Hale's Location, Hart's Location, Jackson, Madison, và Tamworth) từ năm 2006.
Ông công khai đồng tính. Là cư dân của Hart's Location, Butler và chồng sở hữu và điều hành Notchland Inn của thị trấn.